# Katastrofa lotu Voepass Linhas Aéreas 2283
Katastrofa lotu Voepass Linhas Aéreas 2283 – katastrofa lotnicza samolotu ATR 72-500, należącego do linii Voepass Linhas Aéreas, do której doszło 9 sierpnia 2024 roku w Vinhedo w Brazylii. W jej wyniku śmierć poniosły 62 osoby (58 pasażerów i 4 członków załogi), wszystkie osoby, które znajdowały się na pokładzie.
To najtragiczniejsza katastrofa lotnicza w Brazylii od 2007 roku, kiedy to w katastrofie samolotu w São Paulo zginęło 199 osób, w tym 12 osób na ziemi.

## Samolot i załoga
Samolot, który uległ katastrofie, to ATR 72-500. Został wyprodukowany w 2010 roku, a jego pierwszym właścicielem były albańskie linie Belle Air. Voepass Linhas Aéreas zakupiły maszynę we wrześniu 2022 roku od indonezyjskich linii Pelita Air Service. Feralnego dnia kapitanem samolotu był Danilo Santos Romano (lat 35), a drugim pilotem był Humberto de Campos Alencar e Silva (lat 61). 

## Wypadek
W rejonie katastrofy obowiązywał aktywny komunikat SIGMET o silnym oblodzeniu na wysokości od 12000 do 21000 stóp (od 3700 do 6400 m). Raporty meteorologiczne z chwili wypadku wskazywały, że w okolicach miejsca wypadku występowały obszary turbulencji, burz i oblodzenia.
Samolot leciał na wysokości 17000 stóp (5200 m), gdy o 13:21 czasu lokalnego na krótko stracił wysokość, a następnie na krótko ją odzyskał. Niedługo potem samolot wszedł w płaski korkociąg i rozbił się w dzielnicy mieszkalnej na podwórku jednego z domów.

## Następstwa
Prezydent Brazylii Luiz Inácio Lula da Silva uczestniczył w uroczystościach wodowania fregaty Tamandaré, gdy otrzymał wiadomość o katastrofie i poprosił zebranych o minutę ciszy dla ofiar wypadku. Wieczorem, tego samego dnia, ogłosił trzy dni żałoby narodowej.

## Ofiary katastrofy
| Kraj       | Pasażerowie | Załoga | Razem |
| ---------- | ----------- | ------ | ----- |
| Brazylia   | 54          | 4      | 58    |
| Wenezuela  | 3           | -      | 3     |
| Portugalia | 1           | -      | 1     |
| Razem      | 58          | 4      | 62    |